# 洧州 (隋朝)
洧州，中国隋朝时设置的州。
隋文帝开皇十六年（596年），设置洧州，治所在鄢陵县（今河南省鄢陵县西北）。下辖鄢陵县、尉氏县（今河南省尉氏县）、许昌县（今河南省许昌市东北）、蔡陂县。隋炀帝大业二年（606年），废除洧州，洧州地入许州。唐朝再设洧州。